# 村山亮介
村山 亮介（むらやま りょうすけ、2003年11月12日 - ）は、千葉県八千代市出身の元プロ野球選手（捕手）。右投右打。NPBでは育成選手であった。

## 経歴

### プロ入り前
小学校時代は軟式野球チームの新木戸ヤングミヤコシに所属。八千代市立高津中学校時代は硬式野球（リトルシニア）の千葉西リトルシニアに所属。3年時の8月には、千葉県中学硬式野球大会『マリーンズカップ2018』決勝戦（千葉マリンスタジアム）に「7番・捕手」として出場し、左中間に適時二塁打を放ち優勝に貢献した。
千葉県立幕張総合高等学校では2年夏から4番を務め、3年春からは正捕手を務めた。高校通算38本塁打。2021年10月11日に行われたプロ野球ドラフト会議において、地元の千葉ロッテマリーンズから育成ドラフト4位で指名を受け、11月15日に支度金300万円、年俸230万円（推定）で契約を結んだ。背番号は126。同校からは初のプロ野球選手となった。

### ロッテ時代
2022年は二軍公式戦（イースタン・リーグ）43試合に出場し、打率.186、3本塁打、7打点を記録した。また8月11日の巨人戦で菅野智之から本塁打を放つなど、実力の片鱗を見せた。9月30日に右肘の関節鏡による滑膜切除およびスクリュー挿入術を行った。
2024年に戦力外通告を受けた。

### 現役引退後
2025年1月10日に自身のインスタグラムにおいて現役引退とロッテ球団のアナリスト就任を発表。

## 選手としての特徴・人物
恵まれた体格から放たれる高校通算38本塁打の長打力と、遠投110mの強肩が武器。恵まれた体格とプレースタイル、高校の所在地にちなんでメディアからはロッテの井上晴哉の愛称である「幕張のアジャ2世」と称されることが多い。

## 詳細情報

### 年度別打撃成績
- 一軍公式戦出場なし

### 背番号
- 126（2022年[5] - 2024年）